# Portrait de l'artiste tenant un chardon
Le Portrait de l'artiste tenant un chardon est une œuvre du peintre Albrecht Dürer, peinte en 1493, conservée au musée du Louvre.

## Description
Le peintre âgé de 22 ans se représente tenant à la main un chardon, symbole de l'amour et de la fidélité conjugale à Strasbourg où Dürer séjourne en 1493. On croit que cette œuvre était un cadeau de noces pour Agnes Frey (qu'il épouse le 7 juillet 1494) ou encore une référence à la Passion du Christ, toujours en raison du chardon, mais également de la citation dans le haut du tableau : « Myj sach die gat/Als es oben schtat » (Les choses m’arrivent comme il est écrit là-haut).
L'œuvre est entrée au Louvre en 1922 après avoir appartenu à la collection de Nicolas de Valleroy dont les biens avaient été mis sous séquestre au lendemain du traité de Versailles du fait de l'option du propriétaire pour la nationalité allemande.